# 렌페 120급·렌페 121급
렌페 120급(스페인어: Renfe Class 120, S-120) 또는 렌페 121급(스페인어: Renfe Class 121, S-121)은 2001년 알스톰, CAF에서 발주해 현재는 57편성이 운행하고 있다. 또한 이 열차의 명칭은 세피아(스페인어: Sepia)란 명칭이 있다. 2009년에 YHT 노선에 도입하기 위해 터키에 수주했다. 이 모델은 렌페 120급 모델을 기반으로 제작한 TCDD HT65000 모델이 있다.

## 세부 모델

### 렌페 120급
렌페 120급(스페인어: Renfe Class 120, S-120)은 중련이 가능하며, 중거리 고속철도 노선에 투입하기 위해 제작했다.
이 열차는 VVVF 인버터 제어 IGBT로 제어하고 있다. 대차의 경우 용접이 되었고 1차로 코일 스프링과 2차로 에어 서스펜션을 적용했다. 견인 능력의 경우 드롭 피봇을 통해 전달된다.
CAF의 자회사인 브라바(스페인어: Bogie de Rodadura de Ancho Variable Autopropulsado))에서 대차를 사용하고 있으며 설계 영업 속도는 275km/h까지 운행이 가능하다 이 열차의 최대 무게는 15.6톤이다.
차량에 에어컨과 화장실이 있다. 승객 서비스의 경우 오디오 시스템이 있다. 별도로 장애인 좌석이 있으며 또한 휠체어 램프가 장착되었다. 운전석의 경우 GSM-R 시스템이 장착되었고 에어컨이 장착되었다.
일반 좌석은 156석이고 퍼스트 클레스의 경우 82석이다.
2004년에 최초로 시제차가 도입이 되었다. 2006년에 최초로 바르셀로나 ~ 마드리드간 노선에 투입했다.
현재 운행 중인 노선은 마드리드 ~ 팜플로나 ~ 엔다예, 로그로뇨, 바르셀로나 ~ 비고, 빌바오, 이룬 노선에 투입하고 있다.

### 렌페 121급
렌페 121급(스페인어: Renfe Class 121, S-121)은 기존의 렌페 120급 모델을 일환으로 개발된 모델이다. 282명의 승객을 수송이 가능하다. 2009년 1월 26일에 최초로 마드리드 ~ 세고비아 ~ 바야돌리드 노선을 도입했다. 현재 아반트 열차로 바르셀로나 ~ 예이다, 라코루냐 ~ 오렌세, 사라고사 ~ 칼라타유드 구간을 운행하고 있다.

## 사진

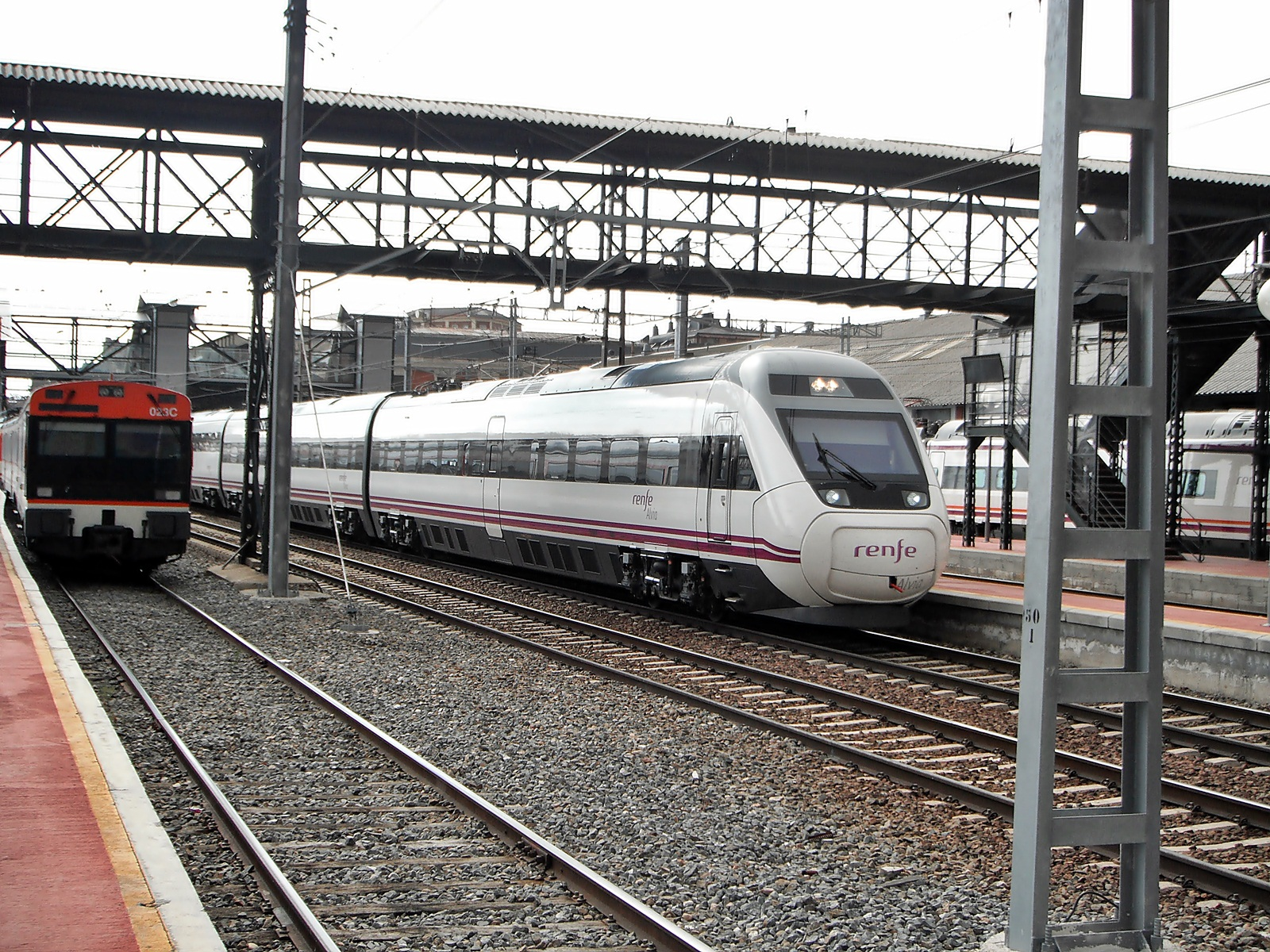
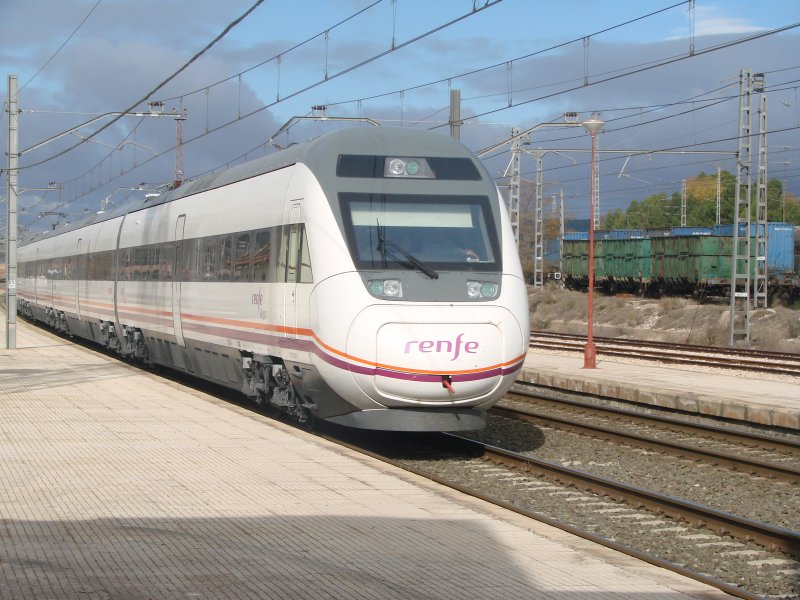
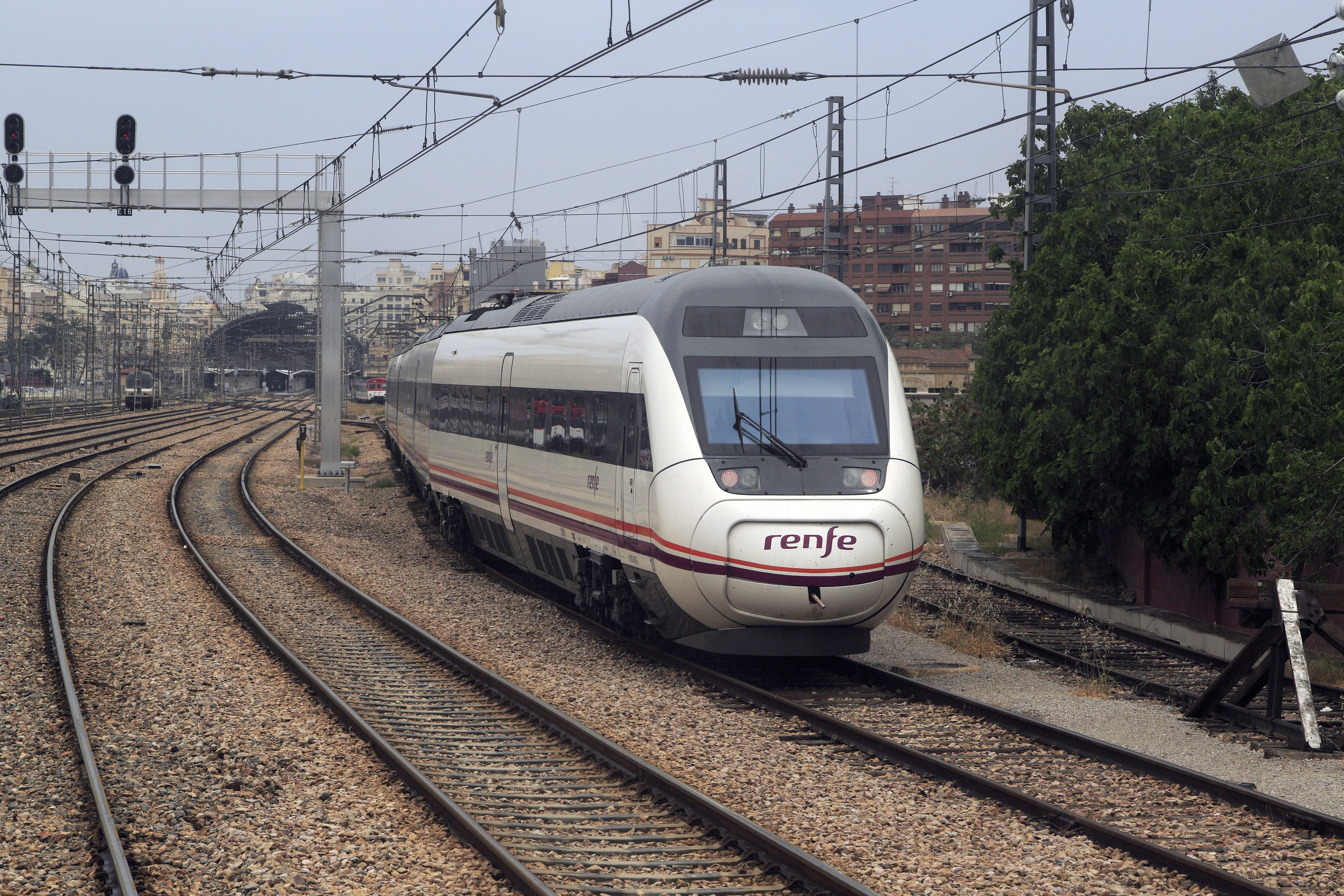

## 같이 보기
- TCDD HT65000
- 알비아
- 탈고